# ParkinsonSAT
ParkinsonSAT, PSat oder Naval Academy OSCAR 84 ist ein US-amerikanischer Technologiedemonstrationssatellit und ein Amateurfunksatellit für Packet Radio. Er wurde an der United States Naval Academy gebaut und war als Doppelsatellit (ParkinsonSAT A und B) geplant. Der Name ParkinsonSAT wurde zu Ehren von Bradford Parkinson, dem Vater des GPS-Systems gewählt. Nach dem erfolgreichen Start erhielt der Satellit die OSCAR-Nummer 84 zugewiesen.

## Mission
Der Satellit wurde am 20. Mai 2015 mit einer Atlas-5(501)-Rakete zusammen mit der Hauptnutzlast X-37B OTV-4 und neun weiteren CubeSat-Satelliten, darunter BRICSat-P, von Cape Canaveral gestartet.
ParkinsonSAT ist ein studentisches Satellitenprojekt. Es wurde teilweise durch die Aerospace Corporation finanziert. Er verfügt über einen Transponder zur Übertragung von Telemetrie von weit entfernten Messstellen (z. B. Treibbojen). Diese Telemetrie soll zu einem Netz von Bodenstationen übertragen werden.  Ein zweiter Transponder ermöglicht eine Multi-User-Textübertragung im Mode PSK31. Dieser Transponder wurde von der Technischen Universität Brünn gebaut.
Ursprünglich bestand das Projekt aus zwei identischen Satelliten: PSat-A und PSat-B, zwei identischen 1,5U-CubeSats, welche gemeinsam in einen 3U-Starter ins All gebracht werden sollten. Während der langen Wartezeit auf eine Startgelegenheit wurde 2014 die Konstruktion des Satelliten noch einmal verändert. Die Solarzellen wurden durch neue, effizientere Zellen ersetzt. Der andere ursprünglich PSat-B genannte CubeSat wurde umgebaut und als BRICSat-P gestartet.
Nach über 6 Jahren im Dienst verglühte der Satellit am 22. Dezember 2021 in der Erdatmosphäre.

## Frequenzen
- 406 MHz Ocean Data Telemetry Microsat Link (ODTML)
- 145,825 MHz APRS Up- und Downlink (1200 Baud AX.25)
- 435,350 MHz PSK31 Downlink (FM, 300 mW)
- 28,120 MHz PSK31 Uplink (SSB, 25 W an einer omnidirektionalen Antenne zulässig)